# Ragn da Faller
Der Ragn da Faller ist ein etwa 9 Kilometer langer Bach im Val Faller, Kanton Graubünden, der bei Mulegns auf 1459 m ü. M. der Julia zufliesst.

## Geographie

### Verlauf
Der Bach beginnt unweit der Fuorcla da Faller als Ragn da Val Bercla auf etwa 2600 m ü. M. aus mehreren kleinen Quellbächen. Das Gebiet ist umgeben von Bergen mit Höhen um 3000 m ü. M., darunter der Piz Scalotta, der Piz Surparé, der Mazzaspitz, das Jupper Horn sowie das Tälihorn. Der Bach fliesst zunächst nordwärts durch das Val Bercla. Nach etwa 2 km fliesst ihm auf etwa 2200 m ü. M. von links der Tälihornbach zu sowie kurz darauf von rechts der Abfluss einiger kleinere Bergseen mit dem Namen Lajets. Darauf ändert das Bach sein langsam seine Richtung und fliesst nordwestlich weiter, bis er nach 1 km scharf rechts abzweigt als er ins Val Faller fliesst. An dieser Stelle auf 1950 m ü. M. fliessen ihm von links zwei kleinere Bäche zu. Einen knappen Kilometer darauf vereinigt er sich auf 1920 m ü. M. mit dem etwa gleich grossen Ragn da Val Gronda zum Ragn da Faller. Hier fliessen auch einige weitere kleine Bäche zu. Kurz darauf passiert er die Alp Tga und kommt darauf langsam in waldiges Gebiet. Er durchfliesst nun das unbesiedelte, waldige Tal, bis er nach 3 weiteren Kilometern das Dorf Mulegns erreicht. Gerade danach fliesst er im Tal auf 1459 m ü. M. von links der Julia zu.

### Einzugsgebiet
Das Einzugsgebiet des Ragn da Faller hat eine Grösse von etwa 31 km². Der höchste Punkt im Einzugsgebiet ist auf 3297 m ü. M. am Piz Platta.